# عاشقی (فیلم ۱۹۹۰)
عاشقی (به هندی: Aashiqui) فیلمی محصول سال ۱۹۹۰ و به کارگردانی ماهش بات است. در این فیلم بازیگرانی همچون راهول روی، آنو آگروال، دیپاک تیجوری، ریما لاگو، مشتاق خان ایفای نقش کرده‌اند. آلبوم موسیقی متن این فیلم ۲۰ میلیون فروخته شد، و به پرفروش‌ترین آلبوم موسیقی متن بالیوود شناخته شد. عاقبت این فیلم، عاشقی ۲، با مضمونی کاملاً جدید، به کارگردانی موهیت سوری با بازی آدیتیا روی کاپور و شرادها کاپور در ۲۵ آوریل ۲۰۱۳ منتشر شد.